# Onychorhynchus
Onychorhynchus é um gênero de passeriformes pertencente à família Onychorhynchidae, embora colocado em Tityridae ou Oxyruncidae dependendo da classificação adotada, anteriormente colocado na família Tyrannidae. Agrupa espécies nativas da América tropical (Neotrópicos), cujas áreas de distribuição são encontradas desde as terras baixas do Golfo do México, passando pela América Central e do Sul, até o norte da Bolívia e sudeste do Brasil. Seus membros são popularmente conhecidos como maria-leque, maria-lecre, pavãozinho e maria-leque-da-amazônia, dentre outros.